# BR-Klasse F2
Die Fahrzeuge der Klasse F2 der Beira Railway (BR) waren in Mosambik eingesetzte Schlepptender-Dampflokomotiven mit der Achsfolge 2'B für eine Spurweite von 610 mm. Nach A. L. Lawley einem der Erbauer der Bahn, werden sie oft als „Lawleys“ bezeichnet.

## Geschichte

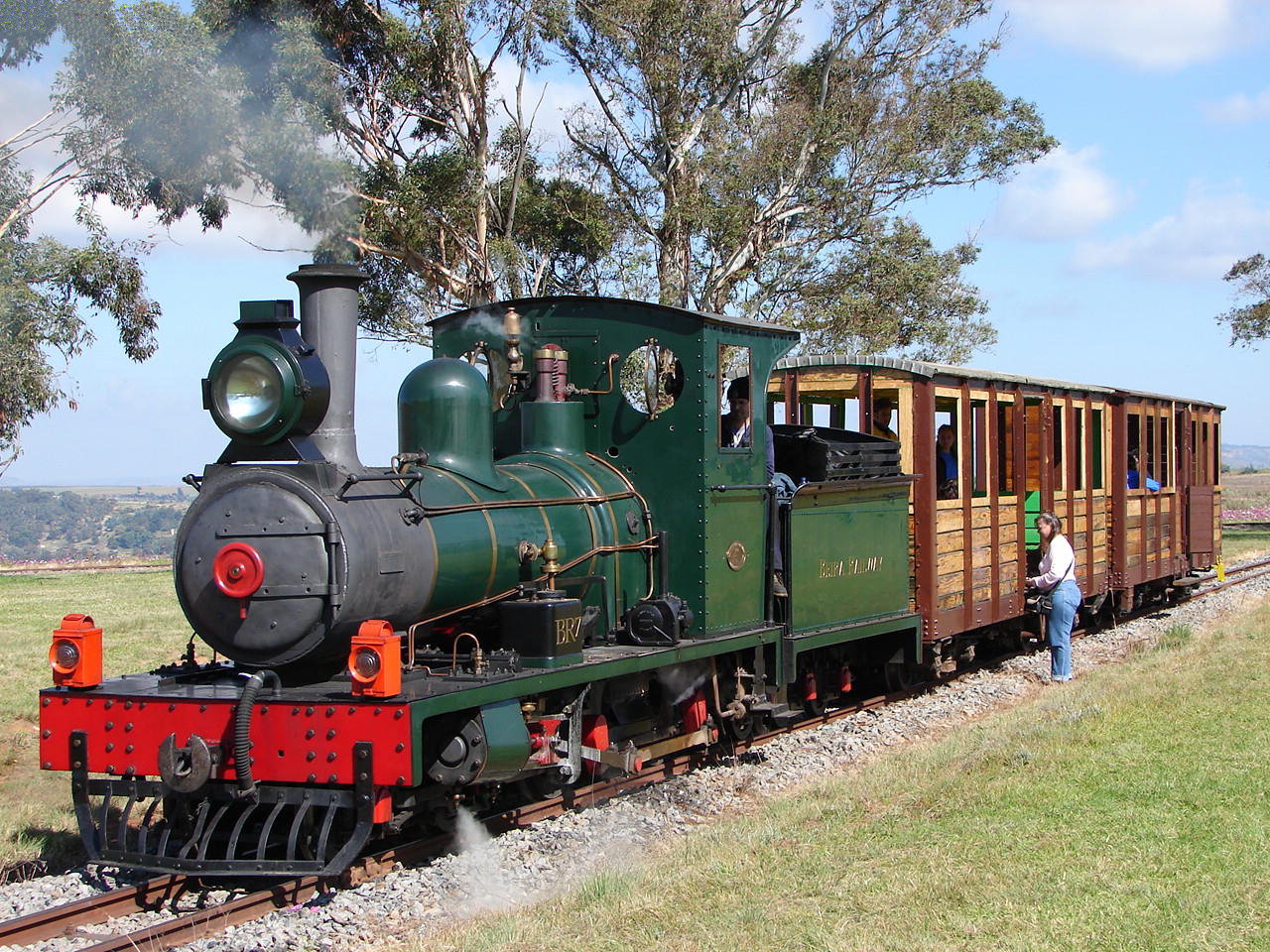
Die restaurierte No. 7 auf den Sandstone Estates (2006)

Die erste Lokomotive mit der Bahnnummer 4 lieferten die Falcon Engine and Car Works im Jahr 1895. Als einzige der Baureihe hatte sie das gleiche Führerhaus wie die Maschinen mit den Nummern 1 bis 3. Sie ähnelte, bis auf das Laufwerk, auch sonst der Vorgängerklasse, und auch die kurzen zweiachsigen Schlepptender waren baugleich. Im Wesentlichen war nur die vordere Kuppelachse durch das Drehgestell ersetzt worden.
Die Lokomotive erwies sich als brauchbar, und noch im selben Jahr wurden fünf weitere bestellt (Nr. 5 bis 9). Zu weiteren Lieferungen der Baureihe ist es jedoch nicht gekommen, denn ab 1896 wurden nur noch Lokomotiven der sehr ähnlichen, aber etwas größeren Klasse F4 beschafft. 
Lokomotive Nr. 5 stürzte 1895 während eines Hochwassers von einer Brücke und wurde im Rahmen der Reparatur mit einem neuen, vierachsigen Tender versehen.
Nachdem die Beira Railway schon 1900 auf Kapspur umgebaut worden war, wurden die noch sehr jungen Lokomotiven in Bamboo Creek (heute Vila Machado) eingelagert. Einige wurden an Industriebetriebe und Zuckerrohrplantagen verkauft.
1915 kauften die South African Railways (SAR) wegen eines kriegsbedingten Lokomotivmangels insgesamt 13 Maschinen der Klassen F2 und F4 und stellten schließlich neun davon als Klasse NG 6 in Dienst, während die übrigen vier als Ersatzteilspender dienten. Weil dabei die Teile verschiedener Lokomotiven miteinander kombiniert wurden, kann die Identität der einzelnen Lokomotiven heute nicht mehr genau nachvollzogen werden. Die Maschinen NG 104 bis 106 haben Rahmen von F2-Lokomotiven erhalten, jedoch F4-Kessel und -Tender. Nr. NG 105 und 106 waren zumindest vorübergehend mit vierachsigen Tendern ausgestattet, von denen die Beira Railway zwei beschafft hatte.
Noch während des Krieges erlosch der Bedarf an diesen vergleichsweise leistungsschwachen Lokomotiven, und sie wurden erneut abgestellt. In den 1920er und 1930er Jahren kamen sie noch sporadisch auf verschiedenen Strecken zum Einsatz, unter anderem als Bauzuglokomotiven. Zwei der ehemaligen F2, NG 104 und 105, wurden an Industriebetriebe in Rhodesien verkauft, NG 106 blieb in Südafrika und wurde zuletzt auf einer Zuckerrohrplantage in Nord-Transvaal eingesetzt, wo sie 1942 einen neuen Kessel erhielt und bis 1959 im Einsatz war.

## Verbleib
Die von den Sandstone Estates in Südafrika restaurierte NG 106 ist in betriebsfähigem Zustand. Sie wurde 2001 und 2002 restauriert und mit der grünen Originallackierung der Beira Railway versehen, von der beim Restaurieren noch Reste aufgetaucht waren. Ansonsten entspricht sie dem Zustand nach dem Umbau bei der SAR, ist also eine Mischung aus den Klassen F2 und F4. Bei den Arbeiten wurde die Werk-Nummer 233 gefunden; zumindest der Rahmen der Maschine ist damit der der ehemaligen Nr. 7 der Beira Railway.
1961 wurde aus zwei Lokomotiven, SAR NG 104 (wahrscheinlich ex-BR Nr. 5) und BR Nr. 19 (Klasse F4) eine Lokomotive für das Eisenbahnmuseum in Bulawayo zusammengebaut. Die nicht benötigten Teile beider Lokomotiven setzte man zu einer zweiten Lokomotive zusammen, die seitdem auf einem Kinderspielplatz steht. Zumindest der Rahmen dieses Exemplars stammt von der ursprünglichen F2.